# درست‌استخوانان
درست‌استخوانان (نام علمی: Holostei) نام یک فرورده از زیررده نوبالگان است.